# Communauté de communes du Bassin Auterivain Haut-Garonnais
Die Communauté de communes du Bassin Auterivain Haut-Garonnais ist ein französischer Gemeindeverband mit der Rechtsform einer Communauté de communes im Département Haute-Garonne in der Region Okzitanien. Sie wurde am 24. November 2016 gegründet und umfasst 19 Gemeinden. Der Verwaltungssitz befindet sich im Ort Auterive.

## Historische Entwicklung
Der Gemeindeverband entstand mit Wirkung vom 1. Januar 2017 durch die Fusion der Vorgängerorganisationen
- Communauté de communes Lèze Ariège Garonne und
- Communauté de communes de la Vallée de l’Ariège.

Der Rat des Gemeindeverbands legte in seiner Sitzung am 11. Dezember 2017 mit Wirkung vom 31. Dezember 2017 die Umbenennung des Gemeindeverbands von vormals Communauté de communes Lèze Ariège zum aktuellen Namen fest.

## Mitgliedsgemeinden
| Gemeinde                                                   | Einwohner 1. Januar 2022 | Fläche km² | Dichte Einw./km² | Code INSEE | Postleitzahl |
| ---------------------------------------------------------- | ------------------------ | ---------- | ---------------- | ---------- | ------------ |
| Auragne                                                    | 466                      | 13,63      | 34               | 31024      | 31190        |
| Auribail                                                   | 195                      | 8,94       | 22               | 31027      | 31190        |
| Auterive                                                   | 10.291                   | 36,54      | 282              | 31033      | 31190        |
| Beaumont-sur-Lèze                                          | 1.638                    | 26,31      | 62               | 31052      | 31870        |
| Caujac                                                     | 864                      | 10,82      | 80               | 31128      | 31190        |
| Cintegabelle                                               | 2.994                    | 52,92      | 57               | 31145      | 31550        |
| Esperce                                                    | 281                      | 16,42      | 17               | 31173      | 31190        |
| Gaillac-Toulza                                             | 1.331                    | 40,40      | 33               | 31206      | 31550        |
| Grazac                                                     | 792                      | 7,17       | 110              | 31231      | 31190        |
| Grépiac                                                    | 1.009                    | 8,18       | 123              | 31233      | 31190        |
| Labruyère-Dorsa                                            | 305                      | 2,19       | 139              | 31256      | 31190        |
| Lagardelle-sur-Lèze                                        | 3.304                    | 13,78      | 240              | 31263      | 31870        |
| Lagrâce-Dieu                                               | 555                      | 8,52       | 65               | 31264      | 31190        |
| Marliac                                                    | 132                      | 7,20       | 18               | 31319      | 31550        |
| Mauressac                                                  | 498                      | 4,52       | 110              | 31330      | 31190        |
| Miremont                                                   | 2.787                    | 22,40      | 124              | 31345      | 31190        |
| Puydaniel                                                  | 573                      | 7,38       | 78               | 31442      | 31190        |
| Venerque                                                   | 2.898                    | 14,57      | 199              | 31572      | 31810        |
| Vernet                                                     | 3.294                    | 10,53      | 313              | 31574      | 31810        |
| Communauté de communes du Bassin Auterivain Haut-Garonnais | 34.207                   | 312,42     | 109              | –          | –            |